# Чулишманска планинска земя
Чулишма̀нската планинска земя (на руски: Чулышманское нагорье) е система от планински хребети в източната част на планината Алтай, в източната част на Република Алтай в Русия. Простира се от север-северозапад на юг-югоизток на протежение около 100 km между долината на река Чулишман (влива се в Телецкото езеро) на югозапад и Шапшалския хребет на североизток. На север долината на река Чулча (десен приток на Чулишман) я отделя от хребата Корбу, а на юг, в изворната област на река Чулишман се свързва с хребета Чихачов. Над заравнената (средна височина 2000 – 2200 m) като цяло повърхност на северозапад и юг се издигат остатъчни масиви, изградени от кристалинни шисти и гранити. Максимална височина връх Триглав 3149 m (50°46′09″ с. ш. 89°17′43″ и. д. / 50.769167° с. ш. 89.295278° и. д.). Чулишманската планинска земя се дренира от десните притоци на река Чулишман – реките Чулча, Шавла и др. Склоновете ѝ на височина до 2000 m са покрити с лиственична и кедрово-лиственична тайга, а нагоре следва камениста планинска тундра.
За първи път Чулишманската планинска земя е проследена, изследвана и първично картирана през 1842 г. от видния руски географ и геолог, изследовател на Алтай Пьотър Чихачов.